# بارتولومئو روبرتز
بارتولومئو روبرتز (به ویلزی: Barti Ddu؛ ۱۷ مه ۱۶۸۲ – ۱۰ فوریهٔ ۱۷۲۲) ملوان اهل بریتانیا با نام تعمیدی جان روبرتز بود که یکی از موفق‌ترین دزدان دریایی مشهور بر پایهٔ میزان کشتی‌های تصرف کرده در دوران طلایی دزدی دریایی بود روبرتز، کشتی‌های آمریکایی و غرب آفریقا را در فاصلهٔ سال‌های ۱۷۱۹ تا ۱۷۲۲ مورد هجوم و دستبرد قرار داد. رنک جایزه او بر طبق قوانین دریانوردی و برای مجموع راهزنی‌ها عدد ۴۰۰ می‌باشد. بدنامی و موفقیت وی باعث شد که به عنوان دزد بزرگ ملقب گردد و در نهایت، به دلیل سنگدلی و قساوت بیش از حد، اغلب اوقات با نام مستعار بارت سیاه‌دل از او یاد شود.

## زندگی
بارتولومئو روبرتز در سال ۱۶۸۲ در کاسنیود باخ بین فیشگارد و هاورفورد وست از توابع ولز متولد شد، نام اصلی و شناسنامه‌ای او جان روبرتز و فرزند جورج روبرتز بود. مشخص نیست که چرا نام خود را از جان به بارتولومئو تغییر داد و دزدان و متحدانش اغلب نام مستعار او را برمی‌گزیدند و به آن اسم مشهور گردید. در سال ۱۶۹۵ وقتی که ۱۳ سال بیشتر نداشت به این نتیجه رسید که باید به دریا برود اما تا تاریخ ۱۷۱۸ هیچ چیزی از زندگی او در دست نیست یعنی درست زمانی که به عنوان شاگرد یا ملاح در یک کرجی از باربادوس مشغول بود.

## نگارخانه

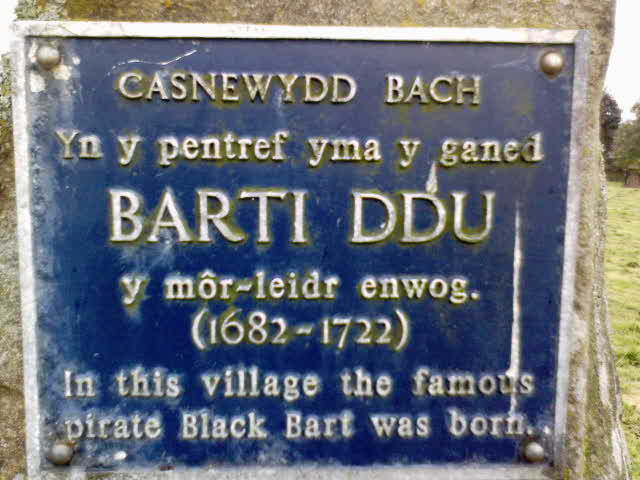
آرامگاه بارتولومئو در زادگاهش
پرچم ابتدایی بارتولومئو وی را نشان می‌دهد در حالی که یک ساعت شنی( هشدار برای قربانیان« وقت کمی برای تسلیم شدن باقی مانده») را با اسکلت (نماد مرگ) نگه داشته‌است.[۷]
پرچم جدید بارتولومئو به شکلی که او را ایستاده بر روی دو جمجمهٔ انسان نشان می‌دهد در حالی که خنجری در دست دارد
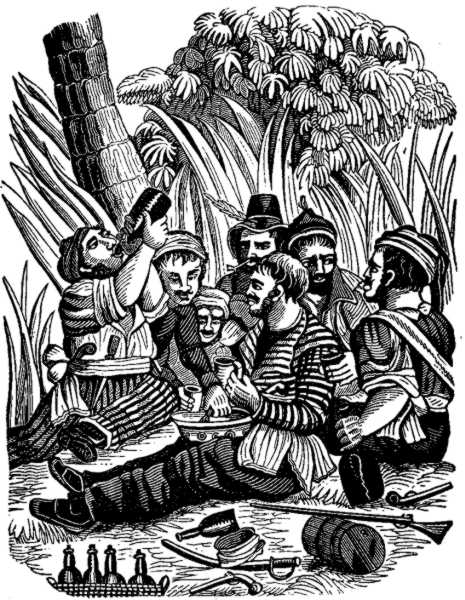
نگاره ای از خدمهٔ کشتی بارتولومئو بعد از درزگیر کشتی شان در ساحل.